# Chapsa tibellii
Chapsa tibellii är en lavart som beskrevs av Mangold. Chapsa tibellii ingår i släktet Chapsa och familjen Graphidaceae.   Inga underarter finns listade i Catalogue of Life.